# تفسير الرازي
التفسير الكبير أو مفاتيح الغيب هو كتاب تفسير للقرآن من تأليف شيخ الإسلام فخر الدين الرازي (544هـ - 606هـ). التفسير الكبير ومفاتيح الغيب ما هما إلا وجهان لعملة واحدة، وذلك لأنهما اسمان مشهوران بين العلماء والباحثين لتفسير واحد ألفه الإمام الفخر الرازي. وقد حاول بعض العلماء الجمع بين هذين الاسمين قائلين: ألف الرازي تفسيره الكبير المسمى مفاتيح الغيب. وهذا التفسير يعتبر أهم تفاسير المدرسة التفسيرية المنتمية إلى التفسير بالرأي المحمود، بل وأفضلها على الإطلاق. إذ يعد هذا التفسير موسوعة علمية متخصصة في مجال الدين الإسلامي عامة، وعلم التفسير على وجه الخصوص. بالإضافة إلى ذلك، أنه عمدة التفاسير العقلية للقرآن الذي يمثل ذروة المحاولة العقلية لفهم القرآن، بل هو مستودع ضخم للتوجيهات العقلية والأقوال النظرية في التفسير. ويعد تفسيراً شاملاً لكونه اشتمل على الجمع بين التفسير بالعقل السليم والنقل الصحيح، فضلاً عن شموله لأبحاث فياضة تضم أنواعاً شتى من مسائل العلوم المختلفة. كما يعد من أطول التفاسير القديمة والحديثة، وأكثرها تفصيلاً وعرضاً للآراء، ومناقشة للمعتقدات والمذاهب المختلفة. ويذكر فيه الإمام الرازي مناسبة السورة مع غيرها، ويذكر المناسبات بين الآيات، ويستطرد في العلوم الكونية، ويتوسع بها، كما يذكر المسائل الأصولية والنحوية والبلاغية، والاستنباطات العقلية. ويبين في تفسيره معاني القرآن الكريم، وإشاراته، وفيه أبحاث مطولة في شتى العلوم الإسلامية، كعلم الكلام، وأقوال الحكماء، ويذكر فيه مذاهب الفقهاء وأدلتهم في آيات الأحكام، وينتصر لمذهب أهل السنة في العقيدة، ويرد على المعتزلة، وأقوال الفرق الضالة، ويفند مذاهبهم، كما يرد على الفلاسفة. ويعتبر هذا الكتاب من أجل كتب التفسير وأعظمها، وأوسعها، وأغزرها مادة.

## التعريف بالمؤلف
هو شيخ الإسلام، العلامة، الفقيه، المفسر، الفيلسوف، المتكلم، المناظر، المؤرخ، عالم اللغة، الطبيب والشاعر، مجدد القرن السادس الهجري، الإمام فخر الدين أبو عبد الله محمد بن عمر بن الحسين بن الحسن بن علي القرشي التيمي البكري، الطبرستاني الأصل، الرازي المولد، الشافعي الأشعري. ولد في مدينة الري شهر رمضان عام 544 هـ. والرازي نسبة إلى مدينة الري التي ولد فيها، والطبرستاني نسبة إلى بلدة طبرستان، نسب إليها لأن أسرته كانت فيها قبل مغادرتها للإقامة في الري، والقرشي نسبة إلى قبيلة قريش، والتيمي نسبة إلى تيم قريش قبيلة أبي بكر الصديق. وبهذا يتضح أن فخر الدين الرازي عربي الأصل، يصل نسبه إلى أبي بكر الصديق.
نشأ الرازي نشأة علمية في أحضان والده ضياء الدين عمر الخطيب. أخذ عن والده، وهو أحد أئمة الإسلام مقدما في علم الكلام، أخذه عن أبو القاسم الأنصاري تلميذ إمام الحرمين وكان فصيح اللسان فقيها أصوليا متكلما صوفيا خطيبا محدثا وأديبا، وكان والده من تلامذة البغوي. وبعد وفاة والده تتلمذ الرازي على الكمال السمعاني، والمجد الجيلي، وغيرهم من العلماء الذي عاصرهم. جمع كثيراً من العلوم ونبغ فيها، فكان إماماً في علم التفسير، علم الكلام، العلوم العقلية، علوم اللغة العربية، المنطق والفلسفة، الفقه والأصول، التاريخ والفلك، الرياضة والهندسة، الطب والكيمياء وغيرها من العلوم والاختصاصات مما يشير إلى سعة دائرة معلوماته وثقافته. وكان عارفاً بالأدب، له شعر بالعربي وشعر بالفارسي. وله تصانيف ومؤلفات كثيرة مما جعله من علماء الإسلام القلة ذوي الإنتاج العلمي الضخم. وتذكر له كتب التراجم مؤلفات عديدة، أشهرها تفسيره الكبير، وكتاب المطالب العالية من العلم الإلهي، تأسيس التقديس، اعتقادات فرق المسلمين والمشركين، المحصول في علم أصول الفقه، المسائل الخمسون في أصول الدين، معالم أصول الدين، محصل أفكار المتقدمين والمتأخرين من العلماء والحكماء والمتكلمين، ونهاية الإيجاز في دراية الإعجاز. غير أن كتبه لم تصل إلينا كلها، فلقد فُقد عدد منها ضمن ما فقد من كتب التراث الإسلامي؛ وقد اختلف المهتمون بالتراجم وجمع التراث الإسلامي في تعداد كتبه؛ فقد جعلها البعض 76 كتاباً، في حين جعلها البعض الآخر تصل إلى مائتي كتاب. ثم إن الحقبة التي ولد بها الإمام الرازي كانت قلقة سياسياً، إلا انها شهدت نشاطاً علمياً كبيراً حيث ازدهرت فيها العلوم المتنوعة التي اتصل بها الرازي وكوّن شخصيته الثقافية من خلال الاحتكاك بها. وقد انعكست هذه الحركة العلمية على تفكير الرازي ومنهجه، وكانت واضحة في نتاجه العلمي الذي اتسم بالموسوعية والتنوع المعرفي. قال عنه الزركلي في كتابه الأعلام: «الإمام المفسر، أوحد زمانه في المعقول والمنقول وعلوم الأوائل. وهو قرشي النسب، أصله من طبرستان، ومولده في الري وإليها نسبته.» وقال عنه صلاح الدين الصفدي في الوافي بالوفيات: «وكان شديد الحرص جداً في العلوم الشرعية والحكمة اجتمع له خمسة أشياء ما جمعها الله لغيره فيما علمته من أمثاله وهي سعة العبارة في القدرة على الكلام وصحة الذهن والاطلاع الذي ما عليه مزيد والحافظة المستوعبة والذاكرة التي تعينه على ما يريده في تقرير الأدلة والبراهين، وكان فيه قوة جدلية ونظره دقيق، وكان عارفاً بالأدب له شعر بالعربي ليس في الطبقة العليا ولا السفلى وشعر بالفارسي لعله يكون فيه مجيداً.»
وقد توفي الإمام الرازي بهراة في يوم الإثنين، الأول من يوم عيد الفطر سنة 606 هـ.

## تأليف التفسير ومسألة إنجازه كاملاً أم لا

التفسير الكبير أو مفاتيح الغيب – طبعة دار الكتب العلمية.

بدأ الإمام الرازي كتابة تفسيره في آخر حياته، بعد أن جاوز الخمسين من عمره، وبعد أن حصل من العلوم المختلفة على ما يؤهله للقيام بهذا العمل، وبعدما نضج عقله وكوّن فكره، وأكتملت أدواته، فأعطى عصارة جهده لهذا التفسير الضخم الكبير. ومما يدل على ذلك قول الرازي عند تفسيره سورة يوسف سنة 601 هـ: «"...وإذا عوّل العبد على الله لم يرجع إلى أحد من الخلق حصل ذلك المطلوب على أحسن وجه. فهذه التجربة قد استمرت لي في أول عمري إلى هذا الوقت الذي بلغت فيه إلى السابع والخمسين".» لقد شرع الرازي في تفسير القرآن حوالي سنة 595 هـ، إذ أشار إلى هذا التاريخ عند فراغه من تفسير سورة آل عمران، واستمر في عمله قرابة ثماني سنوات. فآخر تاريخ أثبته الرازي في تفسيره كان بمناسبة الانتهاء من تفسيره سورة الأحقاف في ذي الحجة سنة 603 هـ. ومن الملاحظ أن السور التي جاءت بعد هذه السورة لم تُثبت تواريخ تفسيرها. استناداً إلى التواريخ المثبتة في أواخر تفاسير السور، يتضح أن الرازي فسّر سورة الفتح قبل سورة الأحقاف بثلاثة أيام. ولا يعلم بشكل مؤكد هل عمل الرازي تفسيره كاملاً أم أنجز القسم الأكبر منه متوقفاً عند سورة الأحقاف. قال ابن خلكان في ترجمته للرازي: «الفقيه الشافعي، فريد عصره ونسيج وحده، فاق أهل زمانه في علم الكلام والمعقولات وعلم الأوائل، له التصانيف المفيدة في فنون عديدة منها تفسير القرآن الكريم جمع فيه كل غريب وغريبة، وهو كبير جداً لكنه لم يكمله، وشرح سورة الفاتحة في مجلد.»
وقد ذهب غالبية الباحثين إلى أنه لم يكمل تفسيره، وأن الذين أكملوا تفسيره من بين تلاميذه: شمس الدين أحمد بن خليل الخوئي، وأحمد بن محمد بن أبي الحزم المخزومي القمولي المصري المتوفى سنة 727 هـ. وإن أفضل ما قيل في هذا الموضوع ما قاله الدكتور محسن عبد الحميد، حيث أنه توصل إلى نتيجة قاطعة بعد مناقشة مستفيضة تتمثل في أن الرازي قد أتم تفسيره، وأن التفسير الكبير هو بأكمله من كتاباته وتأليفه، باستثناء بعض التعليقات المتناثرة من بعض تلاميذه، أضيفت إلى المتن، أو كتبت في الحاشية، ودخلت في المتن أثناء استنساخه.

## محتوى الكتاب ومضمونه

التفسير الكبير أو مفاتيح الغيب – طبعة المكتبة التوفيقية.

يعد هذا التفسير موسوعة ضخمة في تفسير القرآن وعلومه، حيث يقع في اثنين وثلاثين جزءاً في ستة عشر مجلداً من القطع الكبير، مطبوعة ومتداولة بين أهل العلم حيث يحظى بين دارسي القرآن بالشهرة الواسعة نظراً لما يشتمل عليه من أبحاث فياضة تضم أنواعاً شتى من مسائل العلوم المختلفة، كما يعد من أمهات كتب التفسير بالرأي.
الإمام الرازي لم يكتب لتفسيره مقدمة مفصلة كما فعل كثير من المفسرين، وإنما كتب في بداية تفسير سورة الفاتحة مقدمة مجملة تدل على طبيعة تفسيره، ولم يتطرق إلى الحديث عن أهداف تأليفه للتفسير. لكن الناظر في هذا التفسير يجد أموراً هامة تلفت النظر وتشد الانتباه منها:
- الاهتمام بذكر المناسبات بين سور القرآن وآياته وبعضها مع بعض حتى يوضح ما عليه القرآن من ترتيب على الحكمة {تنزيل من حكيم حميد}.
- كثرة الاستطراد إلى العلوم الرياضية والفلسفية والطبيعة وغيرهما.
- العرض لكثير من آراء الفلاسفة والمتكلمين بالرد والتفنيد فهو على شاكلة أهل السنة ومن يعتقد معتقدهم، حيث يقف دائمًا للمعتزلة بالمرصاد يفند آراءهم ويدحض حججهم ما استطاع إلى ذلك سبيلا.
- والفخر الرازي في تفسيره لا يكاد يمر بآية من آيات الأحكام إلا ويذكر مذاهب الفقهاء فيها مع ترويجه للمذهب الشافعي الذي كان يتابعه هو في عبادته ومعاملاته.
- ويضيف الرازي إلى ما سبق كثيرًا من المسائل في علوم: الأصول والبلاغة والنحو وغيرها، وان كانت هذه المسائل في مجموعها بعيدة عن الإطناب والتوسع كما هو الحال في المسائل الكونية والرياضية والفلسفية بوجه عام.

وبالجملة فتفسير الإمام الرازي أشبه ما يكون بموسوعة كبيرة في علوم الكون والطبيعة والعلوم التي تتصل اتصالا من قريب أو بعيد بعلم التفسير والعلوم الخادمة له والمترتبة عليه استنباطا وفهما. وأهم أهداف هذا التفسير تتمثل في الدفاع عن القرآن والاستشهاد له بالعلوم والمعارف، والدفاع عن العقيدة الإسلامية برد شبهات المشككين والطاعنين وبانتزاع الريادة في التفاسير العقلية من المعتزلة، وبيان التناسق والترابط بين السور والآيات القرآنية لإثبات الوحدة الموضوعية للقرآن، وكذلك للتطبيق العملي المفصل لنظرية عبد القاهر الجرجاني في النظم القرآني.
وانظر إليه بعد أن عرض لسورة الفاتحة عرضا موجزا في مقدمته إذ يقول:
«أما بعد: فهذا كتاب مشتمل على شرح بعض ما رزقنا الله تعالى من علوم سورة الفاتحة، ونسأل الله العظيم أن يوفقنا لإتمامه وأن يجعلنا في الدارين أهلا لإكرامه وإنعامه... وهذا الكتاب مرتب على مقدمة وكتب، أما المقدمة ففيها فصول: الفصل في التنبيه على علوم هذه السورة على سبيل الإجمال.»
ثم يقول: «اعلم أنه مر على لساني في بعض الأوقات أن هذه السورة الكريمة يمكن أن يستنبط من فوائدها ونفائسها عشرة آلاف مسألة فاستبعد هذا بعض الحساد وقوم من أهل الجهل والغي والعناد وحملوا على ذلك ما ألفوه من أنفسهم من التعليقات الفارغة من المعاني والكلمات الخالية من تحقيق المعاقد والمباني، فلما شرعت في تصنيف هذا الكتاب قدمت هذه المقدمة لتصير كالتنبيه على أن ما ذكرناه أمر ممكن الحصول قريب الوصول.»
ثم يذكر بعد ذلك مقدمة جدلية يشفعها بقوله:
فظهر بهذا الطريق أن قولنا «أعوذ بالله» مشتمل على الألوف من المسائل الحقيقية اليقينية... ثم يؤكد ذلك مرة أخرى مع زيادة وتوسع في التفصيل والتوضيح فيقول: «فيثبت بهذا الطريق أن قولنا : «أعوذ بالله» مشتمل على عشرة آلاف مسألة وأزيد أو أقل من المسائل المهمة المعتبرة.»

## منهجه في التفسير

تفسير سورة البلد.

تفسير سورة القدر.

الإمام الرازي لم يتبع في تفسيره أسلوباً واحداً ولم يلتزم بطريقة ثابتة. ومما يدل على ذلك أنه أحياناً شرع في تفسير الآية مباشرة، وأحياناً بدأ بشرح علم من علوم التفسير مثل أسباب النزول، وأحياناً أخرى انطلق نحو المباحث البلاغية. وعن منهج الرازي في تفسيره، يقول مفتي تونس محمد الفاضل بن عاشور: «كانت الطريقة المثلى في نظره لإدراك ما في القرآن من أسرار حكيمة، وبث ما تضمنه من مطالب فلسفية وعلوم طبيعية إنما هي طريقته الكلامية المختارة، المتبعة لمنهج الغزالي، وإمام الحرمين، وأبي إسحاق الإسفراييني، والإمام أبي الحسن الأشعري…».

## أهم ملامح منهج الإمام الفخر الرازي في تفسيره

### القرآن منهل جميع العلوم
إن الرازي اعتبر القرآن مصدر العلوم والمعارف كلها، الشرعية كانت أو المادية. ومن هذا المنطلق قام بتفسير القرآن، فاستنبط شتى العلوم من خلاله، ورد على الماديين والملحدين واستخرج التناسق والترابط بين القرآن والعلوم الكونية.

### العناية الفائقة بالعلوم الكونية والرياضية والطبيعية
إن الرازي له مقام كبير في العلوم الكونية من علم الهيئة والفلك وغيرها. وهذا العلم قد أهمله معظم المفسرين القدماء، ولذلك أكثر الرازي الكلام فيه واهتم به اهتماماً بالغاً في تفسيره. يقول الرازي مدافعاً عن مسلكه هذا: «وربما جاء بعض الجهال والحمقى وقال: إنك أكثرت في تفسير كتاب الله من علم الهيئة والنجوم، وذلك على خلاف المعتاد. فيقال لهذا المسكين: إنك لو تأملت في كتاب الله حق التأمل لعرفت فساد ما ذكرته». ثم بيّن ذلك من عدة وجوه مستدلاً بالآيات القرآنية. وهدفه من ذلك إثبات عظمة الخالق وقدرته، فالظواهر الكونية وما يجري فيها من قوانين هي من آثار قدرة الله. يقول رشيد الصالحي (ج3، ص167): «من الآراء التي يستفاد منها في دراسة أمور الحياة – التربوية وغيرها – أن الرازي يهتم بالمسائل العلمية والأمور الكونية ويوسع معاني الاستدلالات القرآنية حسب المستوى الحضاري في عصره، واتبع قاعدة تربوية ثابتة اتبعها القرآن الكريم في الاستدلال بالأثر على المؤثر.»
وتفسير الرازي يحتوي على علوم كثيرة، فهو موسوعة علمية يستفيد منها الباحثون في تخصصات مختلفة؛ ففيه التفسير والفقه، ومباحث تتعلق بالعقائد والمذاهب، وفيه المباحث اللغوية، والمباحث الكونية التي تدل على عجيب صنع الله وقدرته في خلق السماء والأرض والإنسان والحيوان والنبات وغير ذلك.

### الاهتمام بالمناظرة والمجادلة مع الفرق المخالفة
إن الجدال والنقاش والرد على استدلالات أصحاب الفرق الضالة والمنحرفة يعد أبرز معالم منهج الإمام الرازي. فقد اشتهر بمناظراته لأصحاب الملل والمذاهب المخالفة مثل المعتزلة، والمرجئة، والخوارج، والشيعة، والكرامية، والفلاسفة، وغيرهم، والمتتبع لتفسيره يجد كثيراً من رده على أصحاب هذه المذاهب. فقد كان مجادلاً ماهراً حيث كان يثير الأسئلة ويسرد أدلة الخصم بكل دقة وأمانة، ثم يرد عليها وينقضها بأسلوب يتمثل بالعلمية والمنهجية والموضوعية. ومما يدل على ذلك تفسيره لقوله تعالى: ﴿لَا تُدْرِكُهُ الْأَبْصَارُ وَهُوَ يُدْرِكُ الْأَبْصَارَ وَهُوَ اللَّطِيفُ الْخَبِيرُ ۝١٠٣﴾ [الأنعام:103]. فسر هذه الآية في عدة مسائل، وذكر حجج القاضي عبد الجبار في نفي رؤية الله لأهل الجنة، ثم أبطلها بأربعة وجوه، ثم ذكر إحدى عشر حجة لإثبات الرؤية بالنسبة للمؤمنين يوم القيامة.

### التركيز على بيان روائع التعبير القرآني
من أبرز معالم منهج الرازي قيامه بإظهار جمال النظم القرآني، والتعبير البياني، حيث كان يهتم بنظم الآيات، ويبين المناسبات بين الكلمات وجُملها، وبين الآيات في السورة. وهذا ما يسمى بعلم التناسب بين الآيات. قال بدر الدين الزركشي في كتابه البرهان في علوم القرآن: «معرفة المناسبات بين الآيات: وتفسير الإمام فخر الدين فيه شيء كثير من ذلك». وهذا العلم يحتاج إلى عقلية تتميز بسعة الأفق إذ أنه يخدم معنى الآية لأنه يربط الآية بما سبقها من الآيات، ويسمي الرازي هذا العلم بكيفية النظم، وقد برع الرازي في ربط الآيات السابقة بالآيات اللاحقة. انظر على سبيل المثال تفسيره لقوله تعالى: ﴿يَا أَيُّهَا الَّذِينَ آمَنُوا إِذَا قُمْتُمْ إِلَى الصَّلَاةِ فَاغْسِلُوا وُجُوهَكُمْ وَأَيْدِيَكُمْ إِلَى الْمَرَافِقِ وَامْسَحُوا بِرُءُوسِكُمْ وَأَرْجُلَكُمْ إِلَى الْكَعْبَيْنِ وَإِنْ كُنْتُمْ جُنُبًا فَاطَّهَّرُوا وَإِنْ كُنْتُمْ مَرْضَى أَوْ عَلَى سَفَرٍ أَوْ جَاءَ أَحَدٌ مِنْكُمْ مِنَ الْغَائِطِ أَوْ لَامَسْتُمُ النِّسَاءَ فَلَمْ تَجِدُوا مَاءً فَتَيَمَّمُوا صَعِيدًا طَيِّبًا فَامْسَحُوا بِوُجُوهِكُمْ وَأَيْدِيكُمْ مِنْهُ مَا يُرِيدُ اللَّهُ لِيَجْعَلَ عَلَيْكُمْ مِنْ حَرَجٍ وَلَكِنْ يُرِيدُ لِيُطَهِّرَكُمْ وَلِيُتِمَّ نِعْمَتَهُ عَلَيْكُمْ لَعَلَّكُمْ تَشْكُرُونَ ۝٦﴾ [المائدة:6]. ويرى الدكتور الخالدي أن بيان الرازي للمناسبات بين الآيات يصلح أن يُفرَد في رسالة خاصة.

### تسليط الضوء على مكية السور ومدنيتها
من منهج الرازي في تفسيره أنه دائمًا يبدأ في تسمية السورة، ثم يبين مكيّتها ومدنيتها. فنجده يفند السورة من أولها إلى آخرها، مع الاهتمام بعدد آيات السورة وتحديد مكان نزولها بالضبط. كما قال في بداية سورة البقرة: «سورة البقرة مدنية إلا آية 281 فنزلت بمنى في حجة الوداع. وآياتها مائتان وست وثمانون». ومن الملفت للنظر أن الرازي خالف ما أجمع عليه العلماء والمفسرين في ضبطهم للسور المكية والمدنية، من ذلك سورة محمد وسورة الصف اعتبرهم الرازي سور مكية، بينما هي عند غيره سور مدنية.

### الاهتمام باللغة العربية
اللغة العربية كانت من أهم اهتمامات الرازي في تفسيره، لكونها لغة القرآن. لذلك نجده غرق في بحورها، واستطال بالشرح والتعقيب، وأورد المسائل النحوية والقواعد اللغوية بكل تفريعاتها وتعدد مسائلها مع مناقشاته وتقسيماته، حيث رجح وحلل وشرح الكثير لمعاني الكلمات.
عقد الرازي في الجزء الأول من التفسير الكبير سبعة أبواب خصصها للحديث عن مسائل تتعلق باللغة مثل: الاشتقاق الأصغر، والاشتقاق الأكبر، والكلمة والكلام، والألفاظ واستعمالاتها، والحروف والأصوات. ويهدف الرازي من ذلك إلى بيان العلاقة الوثيقة بين القرآن واللغة العربية، فهي اللغة التي نزل بها القرآن، والكثير من مسائل اللغة العربية مستنبطة من آيات القرآن، يقول الرازي في تفسيره: «الكتاب الأول: في العلوم المستنبطة من قوله: (أعوذ بالله من الشيطان الرجيم): اعلم أن العلوم المستنبطة من هذه الكلمة نوعان: أحدهما المباحث المتعلقة باللغة والإعراب، والثاني: المباحث المتعلقة بعلم الأصول والفروع». ثم أخذ الرازي يفصل في المباحث المتعلقة باللغة والإعراب تفصيلا يدل على براعته ومدى تمكنه في هذا العلم. يقول رشيد الصالحي (1409هـ) في بحثه عن فخر الدين الرازي (ج3، ص147-148): «قد أحاط بعلوم اللغة العربية واتخذ منها ومن خصائص هذه اللغة التي نزل بها القرآن الكريم أساساً للتعرف على معاني التنزيل، وذلك واضح في تفسيره الكبير للقرآن الكريم.»
وكان كثيراً ما يعتمد في شروحه اللغوية على أبي عبيدة (ت 208 هـ)، والفرّاء (ت 207 هـ)، والزجّاج، والمبرّد. وابن السكيت (ت 244 هـ)، وعبد القاهر الجرجاني (ت 471 هـ) في دلائل الإعجاز. وعندما تتعدد الآراء في تقدير معنى الآية، فإن الرازي عادة ما يفصح عن موقفه منها، ويختار ما يراه مناسباً ومنسجماً مع مقتضى الآية، ويحتكم إلى ما يقيم الحجة على صواب رأيه. وهذا ما يظهر في قوله عند تعرضه للآية 229 من سورة البقرة: «فهذا التفسير حسن مطابق لنظم الآية. والذي يدل على أن هذا التفسير أولى وجوه...». وكان للرازي بعض الآراء النقدية وهو يبحث عن معاني الآيات، إذ يشير إلى مواطن الضعف والخطأ في تفاسير غيره من العلماء. من ذلك أنه رد على الزمخشري قوله في تفسيره للآية 16 من سورة الإسراء: «فلا أدري لما أصر صاحب الكشاف على قوله مع ظهور فساده...».

### الاهتمام بفواتح السور
قد برهن على آراء القائلين بأن هذا العلم مستور، وسر محجوب، استأثر الله به. وروى ذلك عن غير واحد من الصحابة والعارفين والمفسرين منهم: أبو بكر الصديق، علي بن أبي طالب، ابن عباس، والحسين بن الفضل وغيرهم. ولقد مال الرازي إلى هذا الرأي، فقال: «ولأن القول بأن هذا الفواتح غير معلومة مروي عن أكابر الصحابة. فوجب أن يكون حقاً لقوله عليه السلام: أصحابي كالنجوم بأيهم اقتديتم اهتديتم». كما أنه ذكر آراء القائلين بأن المراد من هذه الفواتح معلوم، وذكر احتجاجهم بالآيات والأخبار والمعقول. كما ذكر أيضاً احتجاج مخالفيهم بالآية والخبر والمعقول. ثم يقول في النهاية: «اعلم أن الكلام في أمثال هذه الفواتح يضيف، وفتح باب المجازفات مما لا سبيل إليه، فالأولى أن يفوّض علمها إلى الله».

### الاهتمام بعلم القراءات
اهتم الرازي بعلم القراءات في تفسيره، وقد رفض كل القراءات الشاذة والمشكوك في صحتها، ولا يعتمد غير القراءات المتواترة الموافقة للغة العربية. قال الرازي: «قلنا: القراءة الشاذة لا يمكن اعتبارها في القرآن؛ لأن تصحيحها يقدح في كون القرآن متواتراً». ومن آراءه أن القراءة التي لم يقرأ بها أحد من الصحابة قراءة مردودة، ولا يجوز إلحاقها بالقرآن. وهو ينبه أولاً على القراءة المشهورة ثم يعرض بعد ذلك القراءات الأخرى. ينظر الرازي في مختلف القراءات الموافقة للمعاني القرآنية المقصودة. وهذا ما يفسر تعدد إحالاته على مشاهير القراء والمشتغلين بهذا العلم؛ فهو يسوق قراءة نافع للآية 214 من سورة البقرة، ويأخذ بقراءة حمزة للآية 217 من السورة نفسها. بالإضافة إلى ذلك اعتمد الرازي في تفسيره على آراء ابن جني (ت 393 هـ) في القراءات مأخوذة من كتابه المحتسب، وهذا ما نجده عن تفسير الرازي للآية 29 من سورة الحديد.

### الاهتمام بأسباب النزول
من علوم التفسير التي أعطاها الرازي اهتماماً كبيراً أسباب النزول. ومما يدل على ذلك أنه قام بالتنبيه على أن العبرة بعموم اللفظ لا بخصوص السبب، ومثال ذلك قوله تعالى: ﴿أَلَمْ يَعْلَمْ بِأَنَّ اللَّهَ يَرَى ۝١٤﴾ [العلق:14]. قال الرازي: «المسألة الثانية هذه الآية وإن نزلت في حق أبي جهل فكل من نهى من طاعة الله فهو شريك أبي جهل في هذا الوعيد». وكذلك نرى الرازي يبحث عن الأسباب التي رويت في سبب النزول، ولا يقر أيهما يميل إلا بعد الرد على الآراء الأخرى المخالفة لرأيه بالنقد والتشكيك والبرهان، مستعيناً في ذلك بالأسانيد التي تؤيدها حتى يصل إلى حجة سليمة. وإن كان هناك رواية قاطعة يميل إلى ذكرها يذكرها ويذكر راويها، كما في تفسيره لهذه الآية: ﴿زُيِّنَ لِلَّذِينَ كَفَرُوا الْحَيَاةُ الدُّنْيَا وَيَسْخَرُونَ مِنَ الَّذِينَ آمَنُوا وَالَّذِينَ اتَّقَوْا فَوْقَهُمْ يَوْمَ الْقِيَامَةِ وَاللَّهُ يَرْزُقُ مَنْ يَشَاءُ بِغَيْرِ حِسَابٍ ۝٢١٢﴾ [البقرة:212]. قال الرازي: «في سبب النزول وجوهاً: فالراوية الأولى: قال ابن عباس: نزلت في أبي جهل ورؤساء قريش، والراوية الثانية: نزلت في رؤساء اليهود وعلمائهم من بني قريظة والنضير وبني قينقاع، والراوية الثالثة: قال مقاتل: نزلت في المنافقين عبد الله بن أبي وأصحابه. واعلم انه لا مانع من نزولها في جميعهم».
والرازي لا يخوض في معنى الآية قبل النظر في سبب نزولها إن كان لها سبب نزول. ولذلك نراه يقول عند تفسيره للآية 178 من سورة البقرة: «قبل الشروع في التفسير لابد من ذكر سبب النزول». وعادة ما يخصص الرازي المسألة الأولى من مسائل تفسير الآية لمبحث سبب النزول، خاصة إذا لم تستدع الآية نظراً في قضايا اللغة والقراءات وما إلى ذلك من مباحث. ولكن يحدث أحياناً أن يتأخر ذكر سبب نزول الآية، بسبب ارتكاز سبب نزولها على قراءة معينة كما في الآية الأولى من سورة المعارج.

### الاهتمام بالمسائل الفقهية
عنى الرازي بالفقه عناية فائقة، ومما ساعده على ذلك أنه كان فقيهاً ومتكلماً وفيلسوفاً. لذلك نجده لا يسلم بظواهر الأمور الفقهية، ويتعرض لكل الآراء بالعقل وليس بالنقل. ويتجلى ذلك في انتمائه إلى المذهب الشافعي وترجيحه له، لكن دون مغالاة أو مغالطة في أحد. مثال ذلك في مسألة مس الفرج قال: «المسألة الثانية عشرة: مس الفرج ينقض الوضوء عند الشافعي رحمه الله. وقال أبو حنيفة رحمه الله: لا ينقضه. للشافعي رحمه الله أن يتمسك بعموم الآية. وهذا العموم متأكد بقوله عليه الصلاة والسلام (من مس ذكره فليتوضأ). والخبر الذي يتمسك به الخصم على خلاف عموم الآية. فكان الترجيح معنا».

### الاهتمام بالمقارنة بين المذاهب الفقهية
كان يقارن بين مذهبه وبين المذاهب الأخرى، ولا يتوقف عن النقد إذا وجد رأياً في المذهب الشافعي لا يوافق عقله. وإذا وجد رأي صحيح من المذاهب الأخرى رجحه، وعلل ذلك بما لديه من مصادر وأسانيد تؤيده. مثلاً في مسألة القهقهة يقول: «قال أبو حنيفة رحمه الله: القهقهة في الصلاة المشتملة على الركوع والسجود تنقض الوضوء. وقال الباقون: لا تنقض. ولأبي حنيفة رحمه الله التمسك بعموم الآية على ما قررناه».

### الترفع عن كثرة الخلافات المذهبية
ترفع الرازي في تفسيره عن خلافات المذاهب الفقهية واللغوية وغيرها التي لا فائدة من ذكرها. لذلك نجده يقول: «والكلام في تفاريع هذه المسائل لا يليق بالتفسير». ويقول في موضع آخر: «فهذا ما عندي في هذه المسألة على ما يليق بالتفسير». ويقول في موضع ثالث: «والأعذار تعلم من الفقه، ونحن نبحث فيما يتعلق بالتفسير في بيان مسائل». وقد انتقى الرازي أجود الأقوال وأنفعها من اختلافات المفسرين، ولم يهتم بذكر كثرة اختلافاتهم في مسألة ما. وخير شاهد على ذلك قوله: «هذا أجود ما ذكره المفسرون، وقد طوّلوا في كلمات أخر، ولكن لا فائدة فيها فتركناها». وقال أيضاً في موضع آخر: «فهذا هو الكلام في لطائف هذا الخبر والذي تركناه أكثر مما ذكرناه».

الجزء الثالث من تفسير مفاتيح الغيب.

### عدم التعصب لمذهب معين
ومما سبق يتضح أن الرازي ليس بالفقيه المتعصب أو بالناقل لآراء المذاهب دون وعي واقتناع، ولكنه يمتلك العقل والعلم والأدوات التي يخوض بها في مناظراته.

### التقليل من الأدلة النقلية والإكثار من التحليلات العقلية
من أبرز معالم منهج الإمام الرازي أنه لم يكثر من تفسير القرآن بالمأثور. وهذا يتماشى مع عقليته وثقافته واتجاهه الذي سلكه في تفسيره وهو التفسير بالرأي والذي يميل إلى الأسلوب العقلي الفلسفي الكلامي. ورغم ذلك كان أحياناً يفسر القرآن بأقوال السلف من الصحابة والتابعين وأحياناً أخرى يفسر القرآن بالقرآن، ويجمع بين الآيات المختلفة في الموضوع الواحد لإزالة الغموض، كما فعل في تفسيره لقوله تعالى: ﴿هُوَ الَّذِي خَلَقَ لَكُمْ مَا فِي الْأَرْضِ جَمِيعًا ثُمَّ اسْتَوَى إِلَى السَّمَاءِ فَسَوَّاهُنَّ سَبْعَ سَمَاوَاتٍ وَهُوَ بِكُلِّ شَيْءٍ عَلِيمٌ ۝٢٩﴾ [البقرة:29]. أما بالنسبة للحديث فقد أورد في تفسيره عدد قليل من الأحاديث دون تخريجها ودون بيان صحتها وضعفها.

### الاستنباط والاستطراد وكثرة توليد المسائل
يقسم الرازي الموضوع إلى أقسام وتتشعب الآية إلى مسائل، والمسائل إلى وجوه، والوجوه إلى أقسام، والأقسام إلى تفريعات حتى يصل إلى غرضه المنشود في الشرح. والغرض قد يطول أو يقصر حسب كمية وكيفية خلافات الفرق والمذاهب وغير ذلك من الأمور. وقد استغرق في آيات كثيرة بالبحث والتفصيل والتفريع لدرجة تشعر القارئ المبتدئ بالارتباك أمام التقسيمات الكثيرة، ويجد صعوبة كبيرة في حصر المسائل والأقوال والأسئلة والأجوبة ثم الرد على كل سؤال بنفس التقسيم والتفريع. ولتوضيح هذه المنهجية انظر على سبيل المثال تفسيره لسورة البقرة آية 2 و31. ويظهر أن الإمام الرازي كان مولعاً بكثرة الاستنباطات والاستطرادات في تفسيره، يدل على ذلك قوله في مقدمة سورة الفاتحة: «...ان هذه السورة يمكن أن يُستنبط من فوائدها ونفائسها عشرة آلاف مسألة!!».
ويصف الصفدي هذا المنهج بقوله: «وهو أول من اخترع هذا الترتيب في كتبه وأتى فيها بما لم يسبق إليه لأنه يذكر المسألة ويفتح باب تقسيمها وقسمة فروع ذلك التقسيم ويستدل بأدلة السبر والتقسيم فلا يشذ منه عن تلك المسألة فرع لها بها علاقة فانضبطت له القواعد وانحصرت له المسائل...»

### الابتعاد عن الإسرائيليات
ابتعد الرازي في تفسيره عن الإسرائيليات والخرافات والأساطير ولم يذكر إلا ما له نص صريح من المصادر الموثوقة من القرآن والسنة، ورفض كل ما هو غريب وشاذ ومشكوك في صحته. والأمثلة على ذلك كثيرة، منها على سبيل المثال: يقول الرازي بعد عرض الروايات الدالة على أسماء من اشترى يوسف: «واعلم أن شيئاً من هذه الروايات لم يدل عليه القرآن ولم يثبت أيضاً في خبر صحيح وتفسير كتاب الله تعالى لا يتوقف على شيء من هذه الروايات فالأليق بالعاقل أن يحترز من ذكرها». وقال عند بيان تفصيل عصا موسى: «واعلم أن السكوت عن أمثال هذه المباحث واجب؛ لأنه ليس فيها نص متواتر قاطع ولا يتعلق بها عمل حتى يكتفي فيها بالظن المستفاد من أخبار الآحاد فالأولى تركها».

### الاهتمام بوجود المواعظ ضمن تفسيره
من أسلوب الرازي في تفسيره استخدام الوعظ والإرشاد، بما له من نزعة صوفية عميقة تؤثر في سامعيه. يقول الرازي: «سمعت أن بعض الأكابر من أصحاب القلوب كان إذا أراد أن يأمر واحداً من المريدين بالخلوة والذكر، أمره بالخلوة والتصفية أربعين يوماً، ثم عند استكمال هذه المدة وحصول التصفية التامة، يقرأ عليه الأسماء التسعة والتسعين، ويقول لذلك المريد اعتبر حال قلبك عند سماع هذه الأسماء، فكل اسم وجدت قلبك عند سماعه قوي تأثره وعظم شوقه، فاعرف أن الله إنما يفتح أبواب المكاشفات عليك بواسطة المواظبة على ذكر ذلك الاسم بعينه، وهذا طريق حسن لطيف في هذا الباب.»

### منهجه في تفسير سورة الفاتحة
- الفصل الأول: في التنبيه على علوم هذه السورة على سبيل الإجمال.
- الفصل الثاني: في تقرير مشرع آخر يدل على أنه يمكن استنباط المسائل الكثيرة من الألفاظ القليلة.
- الفصل الثالث: في تقرير مشرع آخر لتصحيح ما ذكرناه من استنباط المسائل الكثيرة من هذه السورة.
- الكتاب الأول: في العلوم المستنبطة من قوله: (أعوذ بالله من الشيطان الرجيم)
- القسم الأول: في المباحث الأدبية المتعلقة بهذه الكلمة، وفيه أبواب:
- الباب الأول: في المباحث المتعلقة بالكلمة وما يجري مجراها.
- الباب الثاني: في المباحث المستنبطة من الصوت والحروف وأحكامها.
- الباب الثالث: في المباحث المتعلقة بالاسم والفعل والحرف.
- الباب الرابع: في تقسيمات الاسم إلى أنواعه.
- الباب الخامس: في أحكام أسماء الأجناس والأسماء المشتقة.
- الباب السادس: في تقسيم الاسم إلى المعرب والمبني وذكر الأحكام المفرعة على هذين القسمين.
- الباب السابع: في إعراب الفعل.
- القسم الثاني: يشتمل على تفسير (أعوذ بالله من الشيطان الرجيم) في المباحث النقلية والعقلية، وفيه أبواب:
- الباب الأول: في المسائل الفقهية المستنبطة من الاستعاذة.
- الباب الثاني: في المباحث العقلية المستنبطة من الاستعاذة.
- الباب الثالث: في اللطائف المستنبطة من الاستعاذة.
- الباب الرابع: في المسائل الملتحقة بالاستعاذة.
- الكتاب الثاني: في مباحث بسم الله الرحمن الرحيم
- الباب الأول: في مسائل جارية مجرى المقدمات.
- الباب الثاني: فيما يتعلق بهذه الكلمة من القراءة والكتاب.
- الباب الثالث: في مباحث الاسم.
- الباب الرابع: في البحث عن الأسماء الدالة على الصفات الحقيقية.
- الباب الخامس: في الأسماء الدالة على الصفات الإضافية.
- الباب السادس: في الأسماء الواقعة بحسب الصفات السلبية.
- الباب السابع: في الأسماء الدالة على الصفات الحقيقية مع الإضافية، وفيه فصول:
- الفصل الأول: في الأسماء الحاصلة بسبب القدرة.
- الفصل الثاني: في الأسماء الحاصلة بسبب العلم.
- الفصل الثالث: في الأسماء الحاصلة بسبب صفة الكلام.
- الفصل الرابع: في الإرادة وما يقرب منها.
- الفصل الخامس: في السمع والبصر.
- الفصل السادس: في الصفات الإضافية مع السلبية.
- الفصل السابع: في الأسماء الدالة على الذات والصفات الحقيقية والإضافية والسلبية.
- الفصل الثامن: في الأسماء التي اختلف العقلاء فيها أنها هل هي من أسماء الذات أو من أسماء الصفات.
- الفصل التاسع: في الأسماء الحاصلة لله تعالى من باب الأسماء المضمرة.
- الباب الثامن: في بقية المباحث عن أسماء الله تعالى.
- الباب التاسع: في المباحث المتعلقة بقولنا: (الله).
- الباب العاشر: في البحث المتعلق بقولنا: (الرحمن الرحيم).
- الباب الحادي عشر: في بعض النكت المستخرجة من قولنا: (بسم الله الرحمن الرحيم).
- الكلام في سورة الفاتحة
- القسم الأول: أسمائها وفضلها وتفسير الآيات مفصلة، وفيه أبواب:
- الباب الأول: في أسماء سورة الفاتحة.
- الباب الثاني: في فضائل هذه السورة.
- الباب الثالث: في الأسرار العقلية المستنبطة من هذه السورة.
- الباب الرابع: في المسائل الفقهية المستنبطة من هذه السورة.
- الباب الخامس: في تفسير سورة الفاتحة، وفيه فصول:
- الفصل الأول: في تفسير قوله تعالى: (الحمد لله).
- الفصل الثاني: في تفسير قوله: (رب العالمين).
- الفصل الثالث: في تفسير قوله:(الرحمن الرحيم).
- الفصل الرابع: في تفسير قوله: (مالك يوم الدين).
- الفصل الخامس: في تفسير قوله: (إياك نعبد).
- الفصل السادس: في قوله: (وإياك نستعين).
- الفصل السابع: في قوله: (اهدنا الصراط المستقيم).
- الفصل الثامن: في قوله: (صراط الذين أنعمت عليهم).
- الفصل التاسع: في قوله: (غير المغضوب عليهم ولا الضالين).
- القسم الثاني: الكلام في تفسير مجموع السورة، وفيه فصول:
- الفصل الأول: في الأسرار العقلية المستنبطة من هذه السورة.
- الفصل الثاني: في مداخل الشيطان.
- الفصل الثالث: في تقرير أن سورة الفاتحة جامعة لكل ما يحتاجه الإنسان في معرفة المبدأ والوسط والمعاد.
- الفصل الرابع: حول قول الرسول (ص) حكاية عن الله تعالى: «قسمت الصلاة بيني وبين عبدي...».
- الفصل الخامس: في أن الصلاة معراج العارفين.
- الفصل السادس: في الكبرياء والعظمة.
- الفصل السابع: في لطائف قوله: الحمد لله. وفوائد الأسماء الخمسة المذكورة في هذه السورة.
- الفصل الثامن: في السبب المقتضي لاشتمال (بسم الله الرحمن الرحيم) على الأسماء الثلاثة.
- الفصل التاسع: في سبب اشتمال الفاتحة على الأسماء الخمسة.
- الفصل العاشر: في هذه السورة كلمتان مضافتان إلى اسم الله واسمان مضافان إلى غير الله.

هذه هي الأبحاث التي تناولها الفخر الرازي في تفسيره لسورة الفاتحة. ويلاحظ عليها انها ضمت العديد من الأبحاث التي تمثل مقدمة لتفسير القرآن، كما ضمت الكثير من الأبحاث التي تتناول خصائص هذه السورة وفضائلها، والصلاة اليومية، وغيرها من الأبحاث المترتبة على خصوصية سورة الفاتحة من بين سورة القرآن. وقد شغلت هذه الأبحاث القسم الأكبر من الجزء الأول المخصص لسورة الفاتحة. كما يظهر بوضوح أن الرازي وجد في سورة الفاتحة مجالات مفتوحة لعرض أبحاثه وفرتها له خصوصية هذه السورة. وهو منهج عام اتبعه في تفسيره، حيث كان يطيل البحث في الآيات التي يجد فيها مجالاً للتوسع وكتابة الأبحاث والفصول والآراء. ومن ذلك بحثه الطويل في سورة البقرة حول الملائكة وعظمتهم وكثرتهم ونقل فيه الكثير من الآراء والمناقشات. وكذلك حديثه المطول والمفصل عن العلم في تفسيره لقوله تعالى: (وعلم آدم الأسماء كلها...)، حيث تطرق إلى موضوعات عديدة بعيدة عن جو الآية وتفسيرها. ومثل ذلك كثير الحصول في تفسير الرازي، بل انه مما يميز تفسيره عن غيره من كتب التفسير.

## اقتباسات متنوعة من التفسير
- يقول الرازي في تفسيره للنص القرآني (ويتفكرون في خلق السماوات والأرض): «اعلم أنه تعالى رغب في ذكر الله، ولما آل الأمر إلى الفكر لم يرغب في الفكر في الله، بل رغب في الفكر في أحوال السموات والأرض، وعلى وفق هذه الآية قال عليه الصلاة والسلام: "تفكروا في الخلق ولا تتفكروا في الخالق" والسبب في ذلك أن الاستدلال بالخلق على الخالق لا يمكن وقوعه على نعت المماثلة، إنما يمكن وقوعه على نعت المخالفة، فإذن نستدل بحدوث هذه المحسوسات على قدم خالقها، وبكميتها وكيفيتها وشكلها على براءة خالقها عن الكمية والكيفية والشكل، وقوله عليه الصلاة والسلام: "من عرف نفسه عرف ربه" معناه من عرف نفسه بالحدوث عرف ربه بالقدم، ومن عرف نفسه بالإمكان عرف ربه بالوجوب، ومن عرف نفسه بالحاجة عرف ربه بالاستغناء، فكان التفكر في الخلق ممكنا من هذا الوجه، أما التفكر في الخالق فهو غير ممكن البتة، فإذن لا يتصور حقيقته إلا بالسلوب فنقول: إنه ليس بجوهر ولا عرض، ولا مركب ولا مؤلف، ولا في الجهة، ولا شك أن حقيقته المخصوصة مغايرة لهذه السلوب، وتلك الحقيقة المخصوصة لا سبيل للعقل إلى معرفتها فيصير العقل كالواله المدهوش المتحير في هذا الموقف فلهذا السبب نهى النبي صلى الله عليه وسلم عن التفكر في الله، وأمر بالتفكر في المخلوقات، فلهذه الدقيقة أمر الله في هذه الآيات بذكره، ولما ذكر الفكر لم يأمر بالتفكر فيه، بل أمر بالفكر في مخلوقاته.»[59]
- ويقول عند النص القرآني (هم درجات عند الله): «المسألة الأولى: تقدير الكلام: لهم درجات عند الله، إلا أنه حسن هذا الحذف، لأن اختلاف أعمالهم قد صيرتهم بمنزلة الأشياء المختلفة في ذواتها. فكان هذا المجاز أبلغ من الحقيقة والحكماء يقولون: إن النفوس الإنسانية مختلفة بالماهية والحقيقة، فبعضها ذكية وبعضها بليدة، وبعضها مشرقة نورانية، وبعضها كدرة ظلمانية، وبعضها خيرة وبعضها نذلة، واختلاف هذه الصفات ليس لاختلاف الأمزجة البدنية، بل لاختلاف ماهيات النفوس، ولذلك قال عليه الصلاة والسلام: "الناس معادن كمعادن الذهب والفضة" وقال: "الأرواح جنود مجندة" وإذا كان كذلك ثبت أن الناس في أنفسهم درجات، لا أن لهم درجات.»[60]
- ويقول عن تأثير الذكر في الآية 205 من سورة الأعراف: «وقوله: {ولا تكن من الغافلين} يدل على أن الذكر القلبي يجب أن يكون دائمًا، وأن لا يغفل الإنسان لحظة واحدة عن استحضار جلال الله وكبريائه بقدر الطاقة البشرية والقوة الإنسانية، وتحقيق القول، أن بين الروح وبين البدن علاقة عجيبة، لأن كل أثر حصل في جوهر الروح نزل منه أثر إلى البدن، وكل حالة حصلت في البدن صعدت منها نتائج إلى الروح، ألا ترى أن الإنسان إذا تخيل الشيء الحامض ضرس سنه، وإذا تخيل حالة مكروهة وغضب سخن بدنه، فهذه آثار تنزل من الروح إلى البدن، وأيضاً إذا واظب الإنسان على عمل من الأعمال وكرر مرات وكرات حصلت ملكة قوية راسخة في جوهر النفس فهذه آثار صعدت من البدن إلى النفس. إذا عرفت هذا فنقول: إذا حضر الذكر اللساني بحيث يسمع نفسه، حصل أثر من ذلك الذكر اللساني في الخيال، ثم يصعد من ذلك الأثر الخيالي مزيد أنوار وجلايا إلى جوهر الروح، ثم تنعكس من تلك الإشراقات الروحانية آثار زائدة إلى اللسان ومنه إلى الخيال، ثم مرة أخرى إلى العقل، ولا يزال تنعكس هذه الأنوار من هذه المرايا بعضها إلى بعض، ويتقوى بعضها بعض ويستكمل بعضها ببعض، ولما كان لا نهاية لتزايد أنوار المراتب، لا جرم لا نهاية لسفر العارفين في هذه المقامات العالية القدسية وذلك بحر لا ساحل له، ومطلوب لا نهاية له.»[57]

## اختصار التفسير
اختصار تفسير الرازي ليس كاختصار غيره من التفاسير كتفسير الطبري مثلاً، وذلك بسبب تعدد مسائل تفسير الرازي وتشعبها، وكثرة أبحاثه وشروحه واستطراداته، وعلى الرغم من ذلك قام برهان الدين النسفي المتوفى سنة (687 هـ) بتهذيبه واختصاره في كتاب له بعنوان «كشف الحقائق وشرح الدقائق في تفسير كلام رب العالمين»، وسماه عادل نويهض في معجم المفسرين بعنوان آخر وهو «الواضح»؛ تبعاً للزركلي في كتابه الأعلام. واختصره أيضاً ابن جميل الربعي المتوفى سنة (715 هـ) في كتاب له بعنوان التنوير في التفسير أو مختصر التفسير الكبير.

## مدى تأثر الرازي في التفسير بمن سبقه من العلماء
تأثر الإمام الرازي في تفسيره بمن سبقه من العلماء وخير شاهد على ذلك أنه اعتمد في تأليف تفسيره على مؤلفات مجموعة من العلماء حيث نقل من كتب أبي داود، والترمذي، والإمام أحمد، والبيهقي وغيرهم. كذلك ذكر آراء أئمة المفسرين كابن عباس، ومجاهد، وقتادة، عبد الله بن مسعود، إبراهيم النخعي، عطاء بن أبي رباح، والسدّي، وسعيد بن جبير، وابن الكلبي، والجصاص صاحب تفسير أحكام القرآن. وفي اللغة نقل عن كبار الرواة كالأصمعي، وأبي عبيدة، والفراء، والزجاج وغيرهم. ومن المفسرين الذين نقل عنهم: مقاتل بن سليمان، أبو إسحاق الثعلبي، علي بن أحمد الواحدي، ابن قتيبة، محمد بن جرير الطبري، الباقلاني، ابن فورك وسماه الرازي بالأستاذ، والقفال. ونقل عن كثير من علماء المعتزلة منهم: الجبائي، أبو مسلم الأصفهاني، أبو بكر الأصم، أبو الحسن الرماني، القاضي عبد الجبار، والزمخشري صاحب التفسير المشهور بالكشاف وذلك لما في تفسيره من دقائق اللغة والبلاغة أفاد منها كثير من المفسرين من بعده، أما آراء المعتزلة التي نقلها الرازي عن الزمخشري إنما أوردها ليرد عليها ويبطل حججها.

## مدى تأثير الرازي في المفسرين الذين جاءوا بعده
| فاق أهل زمانه في الأصلين والمعقولات وعلم الأوائل صنف التصانيف المفيدة في فنون عديدة. منها تفسير القرآن الكريم جمع فيه من الغرائب والعجائب ما يطرب كل طالب وهو كبير جدًا لكنه لم يكمله وشرح سورة الفاتحة في مجلد... ومناقبه أكثر من أن تحصر به وتعد وفضائله لا تحصى ولا تحد... وكان العلماء يقصدونه من البلاد، وتشد إليه الرحال من الأقطار. |
| —اليافعي، مرآة الجنان وعبرة اليقظان في معرفة حوادث الزمان |

| يلقى تفسير مفاتيح الغيب حفاوة كبيرة من العلماء، لما يحويه من مادة ثرية، وفي المقابل، تواجهه التيارات السلفية الوهابية، بالهجوم والصد والإعراض باعتبار أن الرازي أشعري العقيدة، وبسبب نقد ابن تيمية للرازي في كتابه بيان تلبيس الجهمية. |
| —الرازي.. صاحب "المفاتيح". |

الإمام الرازي له تأثير كبير في المفسرين الذين جاؤوا بعده ومما يدل على ذلك أن كثيراً منهم أخذ من تفسيره، ومن هؤلاء: ناصر الدين البيضاوي، ابن عادل الحنبلي، أبو حيان الأندلسي، ابن كثير، نظام الدين النيسابوري، الآلوسي، أحمد بن عجيبة، محمد رشيد رضا، ومحمد متولي الشعراوي.

## أهم مزايا التفسير
إن التفسير الكبير للرازي له مزايا عديدة تتمثل في إبراز الصلة بين جمل الآية وبين آيات السورة باعتبارها وحدة موضوعية متكاملة. كما أنه اهتم بإظهار النظم القرآني، واستخدام العلوم المختلفة في تفسير القرآن، والإكثار من توليد المسائل والمباحث. علاوة على ذلك، نزاهة الرازي وأمانته العلمية والحياد الموضوعي في تقرير أدلة الخصم. فضلاً عن القيام بالرد على أقوال الفرق المخالفة كالمعتزلة والشيعة والمرجئة والمشبهة والمجسمة وغيرها، وترك الإسرائيليات والخرافات والأساطير التي لا طائل تحتها ولا جدوى من بيانها وما إلى ذلك من مميزات عديدة. والكتاب بين يدي القارئ بذلك يعتبر مائدة كبرى حوت أطيب المآكل والمشارب وقطوف الثمرات يشبع ويروي بها أهل العلم ودارسوا القرآن وعلومه أفئدتهم وظمأهم من هذا التفسير.

## أهم المآخذ على التفسير
يعاب على الرازي في قلة اعتماده على علم الحديث في تفسيره، وإيراده أحاديث ضعيفة أو موضوعة، ونقله عن غير محدثين مثل الزمخشري والثعلبي اللذان ليسا من علماء الحديث. وكذلك يعاب عليه كونه ركز على كثير من الأبحاث والمناقشات والآراء التي لا ترتبط بالتفسير، بل هي من قبيل الأبحاث الكلامية والفلسفية واللغوية والمسائل الكونية والنظرية التي تعتبر غريبة على السياق العام لتفسير الآية القرآنية. مما أدى إلى ابن تيمية إلى القول بأن «فيه كل شيء إلا التفسير». وقد صحح بعض العلماء عبارة ابن تيمية قائلين: «فيه كل شيء مع التفسير!». قال الصفدي في الوافي بالوفيات: «وقلت يوماً للشيخ الإمام العلامة قاضي القضاة أبي الحسن علي السبكي: قال الشيخ تقي الدين ابن تيمية وقد ذكر تفسير الإمام: فيه كل شيء إلا التفسير، فقال قاضي القضاة: ما الأمر كذا إنما فيه مع التفسير كل شيء.»
قال الإمام السيوطي في الإتقان: «وصاحب العلوم العقلية خصوصا الإمام فخر الدين قد ملأ تفسيره بأقوال الحكماء والفلاسفة وشبهها، وخرج من شيء إلى شيء حتى يقضي الناظر العجب من عدم مطابقة المورد للآية. قال أبو حيان في البحر: جمع الإمام الرازي في تفسيره أشياء كثيرة طويلة لا حاجة بها في علم التفسير، ولذلك قال بعض العلماء: فيه كل شيء إلا التفسير.»
وقال صلاح الدين الصفدي في الوافي بالوفيات: «...فقال لي الشيخ أثير الدين وأظنه تقي الدين ابن دقيق العيد - يقول: فخر الدين وإن كان قد أكثر من إيراد شبه الفلاسفة وملأ بها كتبه فإنه قد زلزل قواعدهم. قلت: الأمر كما قال لأنه إذا ذكر للفلاسفة أو غيرهم من خصومه شبهة ثم أخذ في نقضها فإما أن يهدمها ويمحوها ويمحقها وإما أن يزلزل أركانها، من ذلك أنه أتى إلى شبهة الفلاسفة في أن وجود الله تعالى عين ذاته ولهم في ذلك شبه وحجج قوية مبنية على أصولهم التي قرؤها فقال: هذا كله ما نعرفه ولكن نحن نعلم قطعاً أن الله تعالى موجود ونشك في ذاته ما هي فلو كان وجوده عين ذاته لما كنا نعلم وجوده من وجه ونجهله من وجه إذ الشيء لا يكون في نفسه معلوماًً مجهولاً. هذا أمر قطعي فانظر إلى هذه الحجة ما أقواها وأوضحها وأجلاها كيف تهدم ما بنوه وتدكدك ما شيدوه وعلوه، وما رأيت أحداً يقول إذا عابه غير ذلك ولم يأت بشيء من عنده حتى يقول كان ينبغي أن نجيب عن كذا وكذا فيكون قد استدرك ما أهمله وأغفله والأعمال بالنيات.»